# Volta a la Comunitat Valenciana 2023
Volta a la Comunitat Valenciana 2023 – 74. edycja wyścigu kolarskiego Volta a la Comunitat Valenciana, która odbyła się w dniach od 1 do 5 lutego 2023 na liczącej ponad 787 kilometrów trasie składającej się z 5 etapów i biegnącej na terenie wspólnoty autonomicznej Walencji. Impreza kategorii 2.Pro była częścią UCI ProSeries 2023.

## Etapy
| Etap | Data  | Start – Meta                           | type     | Dystans (km) | Suma wzniesień (m) | Zwycięzca etapu    | Lider          |
| ---- | ----- | -------------------------------------- | -------- | ------------ | ------------------ | ------------------ | -------------- |
| 1    | 1 lut | Orihuela – Altea                       | górzysty | 189,4        | 2076 m             | Biniam Girmay      | Biniam Girmay  |
| 2    | 2 lut | Novelda – Alto del Pino                | górski   | 178,2        | 3458 m             | Giulio Ciccone     | Giulio Ciccone |
| 3    | 3 lut | Bétera – Sagunto                       | górzysty | 145,1        | 1737 m             | Simone Velasco     | Giulio Ciccone |
| 4    | 4 lut | Burriana – Santuario de la Cueva Santa | górski   | 181,6        | 3649 m             | Tao Geoghegan Hart | Giulio Ciccone |
| 5    | 5 lut | Paterna – Walencja                     | górzysty | 93,2         | 1169 m             | Rui Costa          | Rui Costa      |

## Uczestnicy

### Drużyny
| WorldTeams (10)- Astana Qazaqstan Team - Bahrain Victorious - Bora-Hansgrohe - Intermarché-Circus-Wanty - Jumbo-Visma - Movistar Team - Team Jayco AlUla - Trek-Segafredo - UAE Team Emirates - Ineos Grenadiers ProTeams (9)- Burgos-BH - Caja Rural-Seguros RGA - Euskaltel-Euskadi - Equipo Kern Pharma - Green Project-Bardiani CSF-Faizanè - Human Powered Health - Q36.5 Pro Cycling Team - Team Flanders-Baloise - Uno-X Pro Cycling Team |
| |

### Lista startowa
| Bora-Hansgrohe BOH | Bora-Hansgrohe BOH     | Bora-Hansgrohe BOH |
| ------------------ | ---------------------- | ------------------ |
| Nr                 | Kolarz                 | Miejsce            |
| 1                  | Aleksandr Własow       | 5.                 |
| 2                  | Matteo Fabbro (ITA)    | 23.                |
| 3                  | Nico Denz (GER)        | OTL-5              |
| 4                  | Bob Jungels (LUX)      | OTL-5              |
| 5                  | Lennard Kämna (GER)    | DNS-5              |
| 6                  | Anton Palzer (GER)     | 68.                |
| 7                  | Cesare Benedetti (POL) | OTL-5              |

| Jumbo-Visma TJV | Jumbo-Visma TJV          | Jumbo-Visma TJV |
| --------------- | ------------------------ | --------------- |
| Nr              | Kolarz                   | Miejsce         |
| 11              | Koen Bouwman (NED)       | 29.             |
| 12              | Thomas Gloag (GBR)       | 6.              |
| 13              | Michel Heßmann (GER)     | DNF-3           |
| 14              | Olav Kooij (NED)         | 77.             |
| 15              | Sam Oomen (NED)          | 20.             |
| 16              | Tosh Van der Sande (BEL) | 72.             |
| 17              | Lars Boven (NED)         | DNS-3           |

| Ineos Grenadiers IGD | Ineos Grenadiers IGD           | Ineos Grenadiers IGD |
| -------------------- | ------------------------------ | -------------------- |
| Nr                   | Kolarz                         | Miejsce              |
| 21                   | Thymen Arensman (NED)          | 30.                  |
| 22                   | Jonathan Castroviejo (ESP)     | 27.                  |
| 23                   | Laurens De Plus (BEL)          | 21.                  |
| 24                   | Omar Fraile (ESP)              | 37.                  |
| 25                   | Tao Geoghegan Hart (GBR)       | 3.                   |
| 26                   | Salvatore Puccio (ITA)         | OTL-5                |
| 27                   | Carlos Rodríguez (ESP) (szosa) | 10.                  |

| UAE Team Emirates UAD | UAE Team Emirates UAD       | UAE Team Emirates UAD |
| --------------------- | --------------------------- | --------------------- |
| Nr                    | Kolarz                      | Miejsce               |
| 31                    | Mikkel Bjerg (DEN)          | DNS-1                 |
| 32                    | Rafał Majka (POL)           | 12.                   |
| 33                    | Brandon McNulty (USA)       | 8.                    |
| 34                    | Juan Sebastián Molano (COL) | 85.                   |
| 35                    | Domen Novak (SLO)           | DNF-5                 |
| 36                    | Marc Soler (ESP)            | 13.                   |
| 37                    | Diego Ulissi (ITA)          | 11.                   |

| Bahrain Victorious TBV | Bahrain Victorious TBV | Bahrain Victorious TBV |
| ---------------------- | ---------------------- | ---------------------- |
| Nr                     | Kolarz                 | Miejsce                |
| 41                     | Pello Bilbao (ESP)     | 4.                     |
| 42                     | Damiano Caruso (ITA)   | 33.                    |
| 43                     | Mikel Landa (ESP)      | 7.                     |
| 44                     | Gino Mäder (SUI)       | 60.                    |
| 45                     | Matej Mohorič (SLO)    | 42.                    |
| 46                     | Wout Poels (NED)       | 47.                    |
| 47                     | Fred Wright (GBR)      | 66.                    |

| Trek-Segafredo TFS | Trek-Segafredo TFS            | Trek-Segafredo TFS |
| ------------------ | ----------------------------- | ------------------ |
| Nr                 | Kolarz                        | Miejsce            |
| 51                 | Giulio Ciccone (ITA)          | 2.                 |
| 52                 | Kenny Elissonde (FRA)         | 22.                |
| 53                 | Amanuel Ghebreigzabhier (ERI) | 65.                |
| 55                 | Bauke Mollema (NED)           | 18.                |
| 56                 | Edward Theuns (BEL)           | 81.                |

| Intermarché-Circus-Wanty ICW | Intermarché-Circus-Wanty ICW | Intermarché-Circus-Wanty ICW |
| ---------------------------- | ---------------------------- | ---------------------------- |
| Nr                           | Kolarz                       | Miejsce                      |
| 61                           | Rui Costa (POR)              | 1.                           |
| 62                           | Biniam Girmay (ERI)          | DNF-4                        |
| 63                           | Madis Mihkels (EST)          | 76.                          |
| 64                           | Laurens Huys (BEL)           | 87.                          |
| 65                           | Mike Teunissen (NED)         | 75.                          |
| 66                           | Loïc Vliegen (BEL)           | 35.                          |
| 67                           | Georg Zimmermann (GER)       | 19.                          |

| Movistar Team MOV | Movistar Team MOV         | Movistar Team MOV |
| ----------------- | ------------------------- | ----------------- |
| Nr                | Kolarz                    | Miejsce           |
| 71                | Alex Aranburu (ESP)       | 9.                |
| 72                | Jorge Arcas (ESP)         | 40.               |
| 73                | Iván García Cortina (ESP) | 80.               |
| 74                | Lluís Mas (ESP)           | 97.               |
| 75                | Antonio Pedrero (ESP)     | 24.               |
| 76                | José Joaquín Rojas (ESP)  | 38.               |
| 77                | Gonzalo Serrano (ESP)     | 34.               |

| Astana Qazaqstan Team AST | Astana Qazaqstan Team AST | Astana Qazaqstan Team AST |
| ------------------------- | ------------------------- | ------------------------- |
| Nr                        | Kolarz                    | Miejsce                   |
| 81                        | David de la Cruz (ESP)    | DNS-5                     |
| 82                        | Luis León Sánchez (ESP)   | 25.                       |
| 83                        | Samuele Battistella (ITA) | 39.                       |
| 84                        | Gianmarco Garofoli (ITA)  | DNS-4                     |
| 85                        | Javier Romo (ESP)         | 56.                       |
| 86                        | Christian Scaroni (ITA)   | 44.                       |
| 87                        | Simone Velasco (ITA)      | 53.                       |

| Team Jayco AlUla JAY | Team Jayco AlUla JAY       | Team Jayco AlUla JAY |
| -------------------- | -------------------------- | -------------------- |
| Nr                   | Kolarz                     | Miejsce              |
| 91                   | Edward Dunbar (IRL)        | DNS-2                |
| 92                   | Lawson Craddock (USA)      | 52.                  |
| 93                   | Callum Scotson (AUS)       | 15.                  |
| 94                   | Alessandro De Marchi (ITA) | 67.                  |
| 95                   | Tsgabu Grmay (ETH)         | 48.                  |
| 96                   | Welay Berehe (ETH)         | DNF-2                |
| 97                   | Blake Quick (AUS)          | OTL-5                |

| Uno-X Pro Cycling Team UXT | Uno-X Pro Cycling Team UXT | Uno-X Pro Cycling Team UXT |
| -------------------------- | -------------------------- | -------------------------- |
| Nr                         | Kolarz                     | Miejsce                    |
| 101                        | Alexander Kristoff (NOR)   | 90.                        |
| 102                        | Louis Bendixen (DEN)       | 63.                        |
| 103                        | Anders Skaarseth (NOR)     | 69.                        |
| 104                        | Niklas Eg (DEN)            | 61.                        |
| 105                        | Jonas Gregaard (DEN)       | 36.                        |
| 106                        | Torstein Træen (NOR)       | 14.                        |
| 107                        | Anthon Charmig (DEN)       | 17.                        |

| Team Flanders-Baloise TFB | Team Flanders-Baloise TFB | Team Flanders-Baloise TFB |
| ------------------------- | ------------------------- | ------------------------- |
| Nr                        | Kolarz                    | Miejsce                   |
| 111                       | Ruben Apers (BEL)         | DNF-2                     |
| 112                       | Kamiel Bonneu (BEL)       | DNS-2                     |
| 113                       | Toon Clynhens (BEL)       | 62.                       |
| 114                       | Sander De Pestel (BEL)    | 82.                       |
| 115                       | Lindsay De Vylder (BEL)   | 88.                       |
| 116                       | Jules Hesters (BEL)       | OTL-5                     |
| 117                       | Ward Vanhoof (BEL)        | 91.                       |

| Green Project-Bardiani CSF-Faizanè BCF | Green Project-Bardiani CSF-Faizanè BCF | Green Project-Bardiani CSF-Faizanè BCF |
| -------------------------------------- | -------------------------------------- | -------------------------------------- |
| Nr                                     | Kolarz                                 | Miejsce                                |
| 121                                    | Luca Covili (ITA)                      | 46.                                    |
| 122                                    | Filippo Fiorelli (ITA)                 | 96.                                    |
| 123                                    | Davide Gabburo (ITA)                   | 58.                                    |
| 124                                    | Riccardo Lucca (ITA)                   | DNS-3                                  |
| 125                                    | Alex Tolio (ITA)                       | 41.                                    |
| 126                                    | Alessandro Tonelli (ITA)               | 59.                                    |
| 127                                    | Samuele Zoccarato (ITA)                | 71.                                    |

| Caja Rural-Seguros RGA CJR | Caja Rural-Seguros RGA CJR | Caja Rural-Seguros RGA CJR |
| -------------------------- | -------------------------- | -------------------------- |
| Nr                         | Kolarz                     | Miejsce                    |
| 131                        | Orluis Aular (VEN) (szosa) | OTL-5                      |
| 132                        | Fernando Barceló (ESP)     | 51.                        |
| 133                        | Jon Barrenetxea (ESP)      | 55.                        |
| 134                        | Mulu Hailemichael (ETH)    | 94.                        |
| 135                        | Sergio Martín (ESP)        | 43.                        |
| 136                        | Joel Nicolau (ESP)         | DNF-4                      |
| 137                        | Eduard Prades (ESP)        | DNF-4                      |

| Human Powered Health HPM | Human Powered Health HPM    | Human Powered Health HPM |
| ------------------------ | --------------------------- | ------------------------ |
| Nr                       | Kolarz                      | Miejsce                  |
| 141                      | Stanisław Aniołkowski (POL) | OTL-5                    |
| 142                      | Alan Banaszek (POL)         | DNF-2                    |
| 143                      | Stephen Bassett (USA)       | OTL-5                    |
| 144                      | August Jensen (NOR)         | 73.                      |
| 145                      | Colin Joyce (USA)           | 89.                      |
| 146                      | Barnabás Peák (HUN)         | 95.                      |
| 147                      | Benjamin Perry (CAN)        | 92.                      |

| Equipo Kern Pharma EKP | Equipo Kern Pharma EKP | Equipo Kern Pharma EKP |
| ---------------------- | ---------------------- | ---------------------- |
| Nr                     | Kolarz                 | Miejsce                |
| 151                    | Roger Adrià (ESP)      | DNS-3                  |
| 152                    | Urko Berrade (ESP)     | 64.                    |
| 153                    | Giovanni Carboni (ITA) | 57.                    |
| 154                    | Héctor Carretero (ESP) | DNS-5                  |
| 155                    | Jon Agirre (ESP)       | 32.                    |
| 156                    | Iñigo Elosegui (ESP)   | 79.                    |
| 157                    | Pablo Castrillo (ESP)  | 93.                    |

| Burgos-BH BBH | Burgos-BH BBH              | Burgos-BH BBH |
| ------------- | -------------------------- | ------------- |
| Nr            | Kolarz                     | Miejsce       |
| 161           | Óscar Pelegrí (ESP)        | OTL-5         |
| 162           | Andrés Camilo Ardila (COL) | 84.           |
| 163           | José Manuel Díaz (ESP)     | 45.           |
| 164           | Jesús Ezquerra (ESP)       | DNF-3         |
| 165           | Daniel Navarro (ESP)       | 54.           |
| 166           | Pelayo Sánchez (ESP)       | 50.           |
| 167           | Ander Okamika (ESP)        | 78.           |

| Euskaltel-Euskadi EUS | Euskaltel-Euskadi EUS    | Euskaltel-Euskadi EUS |
| --------------------- | ------------------------ | --------------------- |
| Nr                    | Kolarz                   | Miejsce               |
| 171                   | Antonio Jesús Soto (ESP) | DNF-4                 |
| 172                   | Unai Cuadrado (ESP)      | 86.                   |
| 173                   | Xabier Isasa (ESP)       | 83.                   |
| 174                   | Mikel Bizkarra (ESP)     | 16.                   |
| 175                   | Gotzon Martín (ESP)      | 26.                   |
| 176                   | Joan Bou (ESP)           | 28.                   |
| 177                   | Mikel Iturria (ESP)      | 74.                   |

| Q36.5 Pro Cycling Team Q36 | Q36.5 Pro Cycling Team Q36 | Q36.5 Pro Cycling Team Q36 |
| -------------------------- | -------------------------- | -------------------------- |
| Nr                         | Kolarz                     | Miejsce                    |
| 181                        | Filippo Conca (ITA)        | 31.                        |
| 182                        | Tom Devriendt (BEL)        | 49.                        |
| 183                        | Damien Howson (AUS)        | OTL-5                      |
| 184                        | Tobias Ludvigsson (SWE)    | DNF-5                      |
| 185                        | Matteo Moschetti (ITA)     | OTL-5                      |
| 186                        | Antonio Puppio (ITA)       | DNF-4                      |
| 187                        | Nicolò Parisini (ITA)      | 70.                        |

| Bora-Hansgrohe BOH | Bora-Hansgrohe BOH     | Bora-Hansgrohe BOH |
| ------------------ | ---------------------- | ------------------ |
| Nr                 | Kolarz                 | Miejsce            |
| 1                  | Aleksandr Własow       | 5.                 |
| 2                  | Matteo Fabbro (ITA)    | 23.                |
| 3                  | Nico Denz (GER)        | OTL-5              |
| 4                  | Bob Jungels (LUX)      | OTL-5              |
| 5                  | Lennard Kämna (GER)    | DNS-5              |
| 6                  | Anton Palzer (GER)     | 68.                |
| 7                  | Cesare Benedetti (POL) | OTL-5              |

| Jumbo-Visma TJV | Jumbo-Visma TJV          | Jumbo-Visma TJV |
| --------------- | ------------------------ | --------------- |
| Nr              | Kolarz                   | Miejsce         |
| 11              | Koen Bouwman (NED)       | 29.             |
| 12              | Thomas Gloag (GBR)       | 6.              |
| 13              | Michel Heßmann (GER)     | DNF-3           |
| 14              | Olav Kooij (NED)         | 77.             |
| 15              | Sam Oomen (NED)          | 20.             |
| 16              | Tosh Van der Sande (BEL) | 72.             |
| 17              | Lars Boven (NED)         | DNS-3           |

| Ineos Grenadiers IGD | Ineos Grenadiers IGD           | Ineos Grenadiers IGD |
| -------------------- | ------------------------------ | -------------------- |
| Nr                   | Kolarz                         | Miejsce              |
| 21                   | Thymen Arensman (NED)          | 30.                  |
| 22                   | Jonathan Castroviejo (ESP)     | 27.                  |
| 23                   | Laurens De Plus (BEL)          | 21.                  |
| 24                   | Omar Fraile (ESP)              | 37.                  |
| 25                   | Tao Geoghegan Hart (GBR)       | 3.                   |
| 26                   | Salvatore Puccio (ITA)         | OTL-5                |
| 27                   | Carlos Rodríguez (ESP) (szosa) | 10.                  |

| UAE Team Emirates UAD | UAE Team Emirates UAD       | UAE Team Emirates UAD |
| --------------------- | --------------------------- | --------------------- |
| Nr                    | Kolarz                      | Miejsce               |
| 31                    | Mikkel Bjerg (DEN)          | DNS-1                 |
| 32                    | Rafał Majka (POL)           | 12.                   |
| 33                    | Brandon McNulty (USA)       | 8.                    |
| 34                    | Juan Sebastián Molano (COL) | 85.                   |
| 35                    | Domen Novak (SLO)           | DNF-5                 |
| 36                    | Marc Soler (ESP)            | 13.                   |
| 37                    | Diego Ulissi (ITA)          | 11.                   |

| Bahrain Victorious TBV | Bahrain Victorious TBV | Bahrain Victorious TBV |
| ---------------------- | ---------------------- | ---------------------- |
| Nr                     | Kolarz                 | Miejsce                |
| 41                     | Pello Bilbao (ESP)     | 4.                     |
| 42                     | Damiano Caruso (ITA)   | 33.                    |
| 43                     | Mikel Landa (ESP)      | 7.                     |
| 44                     | Gino Mäder (SUI)       | 60.                    |
| 45                     | Matej Mohorič (SLO)    | 42.                    |
| 46                     | Wout Poels (NED)       | 47.                    |
| 47                     | Fred Wright (GBR)      | 66.                    |

| Trek-Segafredo TFS | Trek-Segafredo TFS            | Trek-Segafredo TFS |
| ------------------ | ----------------------------- | ------------------ |
| Nr                 | Kolarz                        | Miejsce            |
| 51                 | Giulio Ciccone (ITA)          | 2.                 |
| 52                 | Kenny Elissonde (FRA)         | 22.                |
| 53                 | Amanuel Ghebreigzabhier (ERI) | 65.                |
| 55                 | Bauke Mollema (NED)           | 18.                |
| 56                 | Edward Theuns (BEL)           | 81.                |

| Intermarché-Circus-Wanty ICW | Intermarché-Circus-Wanty ICW | Intermarché-Circus-Wanty ICW |
| ---------------------------- | ---------------------------- | ---------------------------- |
| Nr                           | Kolarz                       | Miejsce                      |
| 61                           | Rui Costa (POR)              | 1.                           |
| 62                           | Biniam Girmay (ERI)          | DNF-4                        |
| 63                           | Madis Mihkels (EST)          | 76.                          |
| 64                           | Laurens Huys (BEL)           | 87.                          |
| 65                           | Mike Teunissen (NED)         | 75.                          |
| 66                           | Loïc Vliegen (BEL)           | 35.                          |
| 67                           | Georg Zimmermann (GER)       | 19.                          |

| Movistar Team MOV | Movistar Team MOV         | Movistar Team MOV |
| ----------------- | ------------------------- | ----------------- |
| Nr                | Kolarz                    | Miejsce           |
| 71                | Alex Aranburu (ESP)       | 9.                |
| 72                | Jorge Arcas (ESP)         | 40.               |
| 73                | Iván García Cortina (ESP) | 80.               |
| 74                | Lluís Mas (ESP)           | 97.               |
| 75                | Antonio Pedrero (ESP)     | 24.               |
| 76                | José Joaquín Rojas (ESP)  | 38.               |
| 77                | Gonzalo Serrano (ESP)     | 34.               |

| Astana Qazaqstan Team AST | Astana Qazaqstan Team AST | Astana Qazaqstan Team AST |
| ------------------------- | ------------------------- | ------------------------- |
| Nr                        | Kolarz                    | Miejsce                   |
| 81                        | David de la Cruz (ESP)    | DNS-5                     |
| 82                        | Luis León Sánchez (ESP)   | 25.                       |
| 83                        | Samuele Battistella (ITA) | 39.                       |
| 84                        | Gianmarco Garofoli (ITA)  | DNS-4                     |
| 85                        | Javier Romo (ESP)         | 56.                       |
| 86                        | Christian Scaroni (ITA)   | 44.                       |
| 87                        | Simone Velasco (ITA)      | 53.                       |

| Team Jayco AlUla JAY | Team Jayco AlUla JAY       | Team Jayco AlUla JAY |
| -------------------- | -------------------------- | -------------------- |
| Nr                   | Kolarz                     | Miejsce              |
| 91                   | Edward Dunbar (IRL)        | DNS-2                |
| 92                   | Lawson Craddock (USA)      | 52.                  |
| 93                   | Callum Scotson (AUS)       | 15.                  |
| 94                   | Alessandro De Marchi (ITA) | 67.                  |
| 95                   | Tsgabu Grmay (ETH)         | 48.                  |
| 96                   | Welay Berehe (ETH)         | DNF-2                |
| 97                   | Blake Quick (AUS)          | OTL-5                |

| Uno-X Pro Cycling Team UXT | Uno-X Pro Cycling Team UXT | Uno-X Pro Cycling Team UXT |
| -------------------------- | -------------------------- | -------------------------- |
| Nr                         | Kolarz                     | Miejsce                    |
| 101                        | Alexander Kristoff (NOR)   | 90.                        |
| 102                        | Louis Bendixen (DEN)       | 63.                        |
| 103                        | Anders Skaarseth (NOR)     | 69.                        |
| 104                        | Niklas Eg (DEN)            | 61.                        |
| 105                        | Jonas Gregaard (DEN)       | 36.                        |
| 106                        | Torstein Træen (NOR)       | 14.                        |
| 107                        | Anthon Charmig (DEN)       | 17.                        |

| Team Flanders-Baloise TFB | Team Flanders-Baloise TFB | Team Flanders-Baloise TFB |
| ------------------------- | ------------------------- | ------------------------- |
| Nr                        | Kolarz                    | Miejsce                   |
| 111                       | Ruben Apers (BEL)         | DNF-2                     |
| 112                       | Kamiel Bonneu (BEL)       | DNS-2                     |
| 113                       | Toon Clynhens (BEL)       | 62.                       |
| 114                       | Sander De Pestel (BEL)    | 82.                       |
| 115                       | Lindsay De Vylder (BEL)   | 88.                       |
| 116                       | Jules Hesters (BEL)       | OTL-5                     |
| 117                       | Ward Vanhoof (BEL)        | 91.                       |

| Green Project-Bardiani CSF-Faizanè BCF | Green Project-Bardiani CSF-Faizanè BCF | Green Project-Bardiani CSF-Faizanè BCF |
| -------------------------------------- | -------------------------------------- | -------------------------------------- |
| Nr                                     | Kolarz                                 | Miejsce                                |
| 121                                    | Luca Covili (ITA)                      | 46.                                    |
| 122                                    | Filippo Fiorelli (ITA)                 | 96.                                    |
| 123                                    | Davide Gabburo (ITA)                   | 58.                                    |
| 124                                    | Riccardo Lucca (ITA)                   | DNS-3                                  |
| 125                                    | Alex Tolio (ITA)                       | 41.                                    |
| 126                                    | Alessandro Tonelli (ITA)               | 59.                                    |
| 127                                    | Samuele Zoccarato (ITA)                | 71.                                    |

| Caja Rural-Seguros RGA CJR | Caja Rural-Seguros RGA CJR | Caja Rural-Seguros RGA CJR |
| -------------------------- | -------------------------- | -------------------------- |
| Nr                         | Kolarz                     | Miejsce                    |
| 131                        | Orluis Aular (VEN) (szosa) | OTL-5                      |
| 132                        | Fernando Barceló (ESP)     | 51.                        |
| 133                        | Jon Barrenetxea (ESP)      | 55.                        |
| 134                        | Mulu Hailemichael (ETH)    | 94.                        |
| 135                        | Sergio Martín (ESP)        | 43.                        |
| 136                        | Joel Nicolau (ESP)         | DNF-4                      |
| 137                        | Eduard Prades (ESP)        | DNF-4                      |

| Human Powered Health HPM | Human Powered Health HPM    | Human Powered Health HPM |
| ------------------------ | --------------------------- | ------------------------ |
| Nr                       | Kolarz                      | Miejsce                  |
| 141                      | Stanisław Aniołkowski (POL) | OTL-5                    |
| 142                      | Alan Banaszek (POL)         | DNF-2                    |
| 143                      | Stephen Bassett (USA)       | OTL-5                    |
| 144                      | August Jensen (NOR)         | 73.                      |
| 145                      | Colin Joyce (USA)           | 89.                      |
| 146                      | Barnabás Peák (HUN)         | 95.                      |
| 147                      | Benjamin Perry (CAN)        | 92.                      |

| Equipo Kern Pharma EKP | Equipo Kern Pharma EKP | Equipo Kern Pharma EKP |
| ---------------------- | ---------------------- | ---------------------- |
| Nr                     | Kolarz                 | Miejsce                |
| 151                    | Roger Adrià (ESP)      | DNS-3                  |
| 152                    | Urko Berrade (ESP)     | 64.                    |
| 153                    | Giovanni Carboni (ITA) | 57.                    |
| 154                    | Héctor Carretero (ESP) | DNS-5                  |
| 155                    | Jon Agirre (ESP)       | 32.                    |
| 156                    | Iñigo Elosegui (ESP)   | 79.                    |
| 157                    | Pablo Castrillo (ESP)  | 93.                    |

| Burgos-BH BBH | Burgos-BH BBH              | Burgos-BH BBH |
| ------------- | -------------------------- | ------------- |
| Nr            | Kolarz                     | Miejsce       |
| 161           | Óscar Pelegrí (ESP)        | OTL-5         |
| 162           | Andrés Camilo Ardila (COL) | 84.           |
| 163           | José Manuel Díaz (ESP)     | 45.           |
| 164           | Jesús Ezquerra (ESP)       | DNF-3         |
| 165           | Daniel Navarro (ESP)       | 54.           |
| 166           | Pelayo Sánchez (ESP)       | 50.           |
| 167           | Ander Okamika (ESP)        | 78.           |

| Euskaltel-Euskadi EUS | Euskaltel-Euskadi EUS    | Euskaltel-Euskadi EUS |
| --------------------- | ------------------------ | --------------------- |
| Nr                    | Kolarz                   | Miejsce               |
| 171                   | Antonio Jesús Soto (ESP) | DNF-4                 |
| 172                   | Unai Cuadrado (ESP)      | 86.                   |
| 173                   | Xabier Isasa (ESP)       | 83.                   |
| 174                   | Mikel Bizkarra (ESP)     | 16.                   |
| 175                   | Gotzon Martín (ESP)      | 26.                   |
| 176                   | Joan Bou (ESP)           | 28.                   |
| 177                   | Mikel Iturria (ESP)      | 74.                   |

| Q36.5 Pro Cycling Team Q36 | Q36.5 Pro Cycling Team Q36 | Q36.5 Pro Cycling Team Q36 |
| -------------------------- | -------------------------- | -------------------------- |
| Nr                         | Kolarz                     | Miejsce                    |
| 181                        | Filippo Conca (ITA)        | 31.                        |
| 182                        | Tom Devriendt (BEL)        | 49.                        |
| 183                        | Damien Howson (AUS)        | OTL-5                      |
| 184                        | Tobias Ludvigsson (SWE)    | DNF-5                      |
| 185                        | Matteo Moschetti (ITA)     | OTL-5                      |
| 186                        | Antonio Puppio (ITA)       | DNF-4                      |
| 187                        | Nicolò Parisini (ITA)      | 70.                        |

## Wyniki etapów

### Etap 1
| Orihuela - Altea | górzysty | (189,4 km) |

| \| Klasyfikacja etapu \| Klasyfikacja etapu \| Klasyfikacja etapu \| Klasyfikacja etapu \| Klasyfikacja etapu \| \| Kolarz \| Kolarz \| Państwo \| Drużyna \| Czas \| \| ------------------ \| ------------------- \| ------------------ \| ------------------------ \| ------------------ \| \| 1. \| Biniam Girmay \| Erytrea \| Intermarché-Circus-Wanty \| 4h 38' 11" \| \| 2. \| Olav Kooij \| Holandia \| Jumbo-Visma \| + 0" \| \| 3. \| Iván García Cortina \| Hiszpania \| Movistar Team \| + 0" \| \| 4. \| José Joaquín Rojas \| Hiszpania \| Movistar Team \| + 0" \| \| 5. \| Alex Aranburu \| Hiszpania \| Movistar Team \| + 0" \| \| 6. \| Antonio Jesús Soto \| Hiszpania \| Euskaltel-Euskadi \| + 0" \| \| 7. \| Samuele Battistella \| Włochy \| Astana Qazaqstan Team \| + 0" \| \| 8. \| Fernando Barceló \| Hiszpania \| Caja Rural-Seguros RGA \| + 0" \| \| 9. \| Louis Bendixen \| Dania \| Uno-X Pro Cycling Team \| + 0" \| \| 10. \| Giulio Ciccone \| Włochy \| Trek-Segafredo \| + 0" \| |                     |           |                          |            |
| |                     |           |                          |            |
| Źródło: ProCyclingStats |                     |           |                          |            |
| Klasyfikacja etapu |                     |           |                          |            |
| Kolarz | Kolarz              | Państwo   | Drużyna                  | Czas       |
| 1. | Biniam Girmay       | Erytrea   | Intermarché-Circus-Wanty | 4h 38' 11" |
| 2. | Olav Kooij          | Holandia  | Jumbo-Visma              | + 0"       |
| 3. | Iván García Cortina | Hiszpania | Movistar Team            | + 0"       |
| 4. | José Joaquín Rojas  | Hiszpania | Movistar Team            | + 0"       |
| 5. | Alex Aranburu       | Hiszpania | Movistar Team            | + 0"       |
| 6. | Antonio Jesús Soto  | Hiszpania | Euskaltel-Euskadi        | + 0"       |
| 7. | Samuele Battistella | Włochy    | Astana Qazaqstan Team    | + 0"       |
| 8. | Fernando Barceló    | Hiszpania | Caja Rural-Seguros RGA   | + 0"       |
| 9. | Louis Bendixen      | Dania     | Uno-X Pro Cycling Team   | + 0"       |
| 10. | Giulio Ciccone      | Włochy    | Trek-Segafredo           | + 0"       |

| \| Klasyfikacja generalna \| Klasyfikacja generalna \| Klasyfikacja generalna \| Klasyfikacja generalna \| Klasyfikacja generalna \| \| Kolarz \| Kolarz \| Państwo \| Drużyna \| Czas \| \| ---------------------- \| ---------------------- \| ---------------------- \| ------------------------ \| ---------------------- \| \| 1. \| Biniam Girmay \| Erytrea \| Intermarché-Circus-Wanty \| 4h 38' 01" \| \| 2. \| Olav Kooij \| Holandia \| Jumbo-Visma \| + 4" \| \| 3. \| Iván García Cortina \| Hiszpania \| Movistar Team \| + 6" \| \| 4. \| José Joaquín Rojas \| Hiszpania \| Movistar Team \| + 10" \| \| 5. \| Alex Aranburu \| Hiszpania \| Movistar Team \| + 10" \| \| 6. \| Antonio Jesús Soto \| Hiszpania \| Euskaltel-Euskadi \| + 10" \| \| 7. \| Samuele Battistella \| Włochy \| Astana Qazaqstan Team \| + 10" \| \| 8. \| Fernando Barceló \| Hiszpania \| Caja Rural-Seguros RGA \| + 10" \| \| 9. \| Louis Bendixen \| Dania \| Uno-X Pro Cycling Team \| + 10" \| \| 10. \| Giulio Ciccone \| Włochy \| Trek-Segafredo \| + 10" \| |                     |           |                          |            |
| |                     |           |                          |            |
| Źródło: ProCyclingStats |                     |           |                          |            |
| Klasyfikacja generalna |                     |           |                          |            |
| Kolarz | Kolarz              | Państwo   | Drużyna                  | Czas       |
| 1. | Biniam Girmay       | Erytrea   | Intermarché-Circus-Wanty | 4h 38' 01" |
| 2. | Olav Kooij          | Holandia  | Jumbo-Visma              | + 4"       |
| 3. | Iván García Cortina | Hiszpania | Movistar Team            | + 6"       |
| 4. | José Joaquín Rojas  | Hiszpania | Movistar Team            | + 10"      |
| 5. | Alex Aranburu       | Hiszpania | Movistar Team            | + 10"      |
| 6. | Antonio Jesús Soto  | Hiszpania | Euskaltel-Euskadi        | + 10"      |
| 7. | Samuele Battistella | Włochy    | Astana Qazaqstan Team    | + 10"      |
| 8. | Fernando Barceló    | Hiszpania | Caja Rural-Seguros RGA   | + 10"      |
| 9. | Louis Bendixen      | Dania     | Uno-X Pro Cycling Team   | + 10"      |
| 10. | Giulio Ciccone      | Włochy    | Trek-Segafredo           | + 10"      |

### Etap 2
| Novelda - Alto del Pino | górski | (178,2 km) |

| \| Klasyfikacja etapu \| Klasyfikacja etapu \| Klasyfikacja etapu \| Klasyfikacja etapu \| Klasyfikacja etapu \| \| Kolarz \| Kolarz \| Państwo \| Drużyna \| Czas \| \| ------------------ \| ------------------ \| ------------------ \| ------------------------ \| ------------------ \| \| 1. \| Giulio Ciccone \| Włochy \| Trek-Segafredo \| 4h 38' 59" \| \| 2. \| Pello Bilbao \| Hiszpania \| Bahrain Victorious \| + 0" \| \| 3. \| Aleksandr Własow \| brak \| Bora-Hansgrohe \| + 0" \| \| 4. \| Mikel Landa \| Hiszpania \| Bahrain Victorious \| + 0" \| \| 5. \| Rui Costa \| Portugalia \| Intermarché-Circus-Wanty \| + 0" \| \| 6. \| Anthon Charmig \| Dania \| Uno-X Pro Cycling Team \| + 0" \| \| 7. \| Alex Aranburu \| Hiszpania \| Movistar Team \| + 0" \| \| 8. \| Thomas Gloag \| Wielka Brytania \| Jumbo-Visma \| + 0" \| \| 9. \| Tao Geoghegan Hart \| Wielka Brytania \| Ineos Grenadiers \| + 0" \| \| 10. \| Carlos Rodríguez \| Hiszpania \| Ineos Grenadiers \| + 6" \| |                    |                 |                          |            |
| |                    |                 |                          |            |
| Źródło: ProCyclingStats |                    |                 |                          |            |
| Klasyfikacja etapu |                    |                 |                          |            |
| Kolarz | Kolarz             | Państwo         | Drużyna                  | Czas       |
| 1. | Giulio Ciccone     | Włochy          | Trek-Segafredo           | 4h 38' 59" |
| 2. | Pello Bilbao       | Hiszpania       | Bahrain Victorious       | + 0"       |
| 3. | Aleksandr Własow   | brak            | Bora-Hansgrohe           | + 0"       |
| 4. | Mikel Landa        | Hiszpania       | Bahrain Victorious       | + 0"       |
| 5. | Rui Costa          | Portugalia      | Intermarché-Circus-Wanty | + 0"       |
| 6. | Anthon Charmig     | Dania           | Uno-X Pro Cycling Team   | + 0"       |
| 7. | Alex Aranburu      | Hiszpania       | Movistar Team            | + 0"       |
| 8. | Thomas Gloag       | Wielka Brytania | Jumbo-Visma              | + 0"       |
| 9. | Tao Geoghegan Hart | Wielka Brytania | Ineos Grenadiers         | + 0"       |
| 10. | Carlos Rodríguez   | Hiszpania       | Ineos Grenadiers         | + 6"       |

| \| Klasyfikacja generalna \| Klasyfikacja generalna \| Klasyfikacja generalna \| Klasyfikacja generalna \| Klasyfikacja generalna \| \| Kolarz \| Kolarz \| Państwo \| Drużyna \| Czas \| \| ---------------------- \| ---------------------- \| ---------------------- \| ------------------------ \| ---------------------- \| \| 1. \| Giulio Ciccone \| Włochy \| Trek-Segafredo \| 9h 17' 00" \| \| 2. \| Pello Bilbao \| Hiszpania \| Bahrain Victorious \| + 3" \| \| 3. \| Aleksandr Własow \| brak \| Bora-Hansgrohe \| + 6" \| \| 4. \| Alex Aranburu \| Hiszpania \| Movistar Team \| + 10" \| \| 5. \| Anthon Charmig \| Dania \| Uno-X Pro Cycling Team \| + 10" \| \| 6. \| Thomas Gloag \| Wielka Brytania \| Jumbo-Visma \| + 10" \| \| 7. \| Rui Costa \| Portugalia \| Intermarché-Circus-Wanty \| + 10" \| \| 8. \| Tao Geoghegan Hart \| Wielka Brytania \| Ineos Grenadiers \| + 10" \| \| 9. \| Mikel Landa \| Hiszpania \| Bahrain Victorious \| + 10" \| \| 10. \| Carlos Rodríguez \| Hiszpania \| Ineos Grenadiers \| + 16" \| |                    |                 |                          |            |
| |                    |                 |                          |            |
| Źródło: ProCyclingStats |                    |                 |                          |            |
| Klasyfikacja generalna |                    |                 |                          |            |
| Kolarz | Kolarz             | Państwo         | Drużyna                  | Czas       |
| 1. | Giulio Ciccone     | Włochy          | Trek-Segafredo           | 9h 17' 00" |
| 2. | Pello Bilbao       | Hiszpania       | Bahrain Victorious       | + 3"       |
| 3. | Aleksandr Własow   | brak            | Bora-Hansgrohe           | + 6"       |
| 4. | Alex Aranburu      | Hiszpania       | Movistar Team            | + 10"      |
| 5. | Anthon Charmig     | Dania           | Uno-X Pro Cycling Team   | + 10"      |
| 6. | Thomas Gloag       | Wielka Brytania | Jumbo-Visma              | + 10"      |
| 7. | Rui Costa          | Portugalia      | Intermarché-Circus-Wanty | + 10"      |
| 8. | Tao Geoghegan Hart | Wielka Brytania | Ineos Grenadiers         | + 10"      |
| 9. | Mikel Landa        | Hiszpania       | Bahrain Victorious       | + 10"      |
| 10. | Carlos Rodríguez   | Hiszpania       | Ineos Grenadiers         | + 16"      |

### Etap 3
| Bétera - Sagunto | górzysty | (145,1 km) |

| \| Klasyfikacja etapu \| Klasyfikacja etapu \| Klasyfikacja etapu \| Klasyfikacja etapu \| Klasyfikacja etapu \| \| Kolarz \| Kolarz \| Państwo \| Drużyna \| Czas \| \| ------------------ \| ------------------ \| ------------------ \| ------------------------ \| ------------------ \| \| 1. \| Simone Velasco \| Włochy \| Astana Qazaqstan Team \| 3h 13' 47" \| \| 2. \| Bob Jungels \| Luksemburg \| Bora-Hansgrohe \| + 0" \| \| 3. \| Jonas Gregaard \| Dania \| Uno-X Pro Cycling Team \| + 0" \| \| 4. \| Alex Aranburu \| Hiszpania \| Movistar Team \| + 3" \| \| 5. \| José Joaquín Rojas \| Hiszpania \| Movistar Team \| + 3" \| \| 6. \| Fred Wright \| Wielka Brytania \| Bahrain Victorious \| + 3" \| \| 7. \| Koen Bouwman \| Holandia \| Jumbo-Visma \| + 3" \| \| 8. \| Rui Costa \| Portugalia \| Intermarché-Circus-Wanty \| + 3" \| \| 9. \| Pello Bilbao \| Hiszpania \| Bahrain Victorious \| + 3" \| \| 10. \| Brandon McNulty \| Stany Zjednoczone \| UAE Team Emirates \| + 3" \| |                    |                   |                          |            |
| |                    |                   |                          |            |
| Źródło: ProCyclingStats |                    |                   |                          |            |
| Klasyfikacja etapu |                    |                   |                          |            |
| Kolarz | Kolarz             | Państwo           | Drużyna                  | Czas       |
| 1. | Simone Velasco     | Włochy            | Astana Qazaqstan Team    | 3h 13' 47" |
| 2. | Bob Jungels        | Luksemburg        | Bora-Hansgrohe           | + 0"       |
| 3. | Jonas Gregaard     | Dania             | Uno-X Pro Cycling Team   | + 0"       |
| 4. | Alex Aranburu      | Hiszpania         | Movistar Team            | + 3"       |
| 5. | José Joaquín Rojas | Hiszpania         | Movistar Team            | + 3"       |
| 6. | Fred Wright        | Wielka Brytania   | Bahrain Victorious       | + 3"       |
| 7. | Koen Bouwman       | Holandia          | Jumbo-Visma              | + 3"       |
| 8. | Rui Costa          | Portugalia        | Intermarché-Circus-Wanty | + 3"       |
| 9. | Pello Bilbao       | Hiszpania         | Bahrain Victorious       | + 3"       |
| 10. | Brandon McNulty    | Stany Zjednoczone | UAE Team Emirates        | + 3"       |

| \| Klasyfikacja generalna \| Klasyfikacja generalna \| Klasyfikacja generalna \| Klasyfikacja generalna \| Klasyfikacja generalna \| \| Kolarz \| Kolarz \| Państwo \| Drużyna \| Czas \| \| ---------------------- \| ---------------------- \| ---------------------- \| ------------------------ \| ---------------------- \| \| 1. \| Giulio Ciccone \| Włochy \| Trek-Segafredo \| 12h 30' 50" \| \| 2. \| Pello Bilbao \| Hiszpania \| Bahrain Victorious \| + 3" \| \| 3. \| Aleksandr Własow \| brak \| Bora-Hansgrohe \| + 6" \| \| 4. \| Alex Aranburu \| Hiszpania \| Movistar Team \| + 10" \| \| 5. \| Anthon Charmig \| Dania \| Uno-X Pro Cycling Team \| + 10" \| \| 6. \| Thomas Gloag \| Wielka Brytania \| Jumbo-Visma \| + 10" \| \| 7. \| Rui Costa \| Portugalia \| Intermarché-Circus-Wanty \| + 10" \| \| 8. \| Tao Geoghegan Hart \| Wielka Brytania \| Ineos Grenadiers \| + 10" \| \| 9. \| Mikel Landa \| Hiszpania \| Bahrain Victorious \| + 10" \| \| 10. \| Carlos Rodríguez \| Hiszpania \| Ineos Grenadiers \| + 16" \| |                    |                 |                          |             |
| |                    |                 |                          |             |
| Źródło: ProCyclingStats |                    |                 |                          |             |
| Klasyfikacja generalna |                    |                 |                          |             |
| Kolarz | Kolarz             | Państwo         | Drużyna                  | Czas        |
| 1. | Giulio Ciccone     | Włochy          | Trek-Segafredo           | 12h 30' 50" |
| 2. | Pello Bilbao       | Hiszpania       | Bahrain Victorious       | + 3"        |
| 3. | Aleksandr Własow   | brak            | Bora-Hansgrohe           | + 6"        |
| 4. | Alex Aranburu      | Hiszpania       | Movistar Team            | + 10"       |
| 5. | Anthon Charmig     | Dania           | Uno-X Pro Cycling Team   | + 10"       |
| 6. | Thomas Gloag       | Wielka Brytania | Jumbo-Visma              | + 10"       |
| 7. | Rui Costa          | Portugalia      | Intermarché-Circus-Wanty | + 10"       |
| 8. | Tao Geoghegan Hart | Wielka Brytania | Ineos Grenadiers         | + 10"       |
| 9. | Mikel Landa        | Hiszpania       | Bahrain Victorious       | + 10"       |
| 10. | Carlos Rodríguez   | Hiszpania       | Ineos Grenadiers         | + 16"       |

### Etap 4
| Burriana - Santuario de la Cueva Santa | górski | (181,6 km) |

| \| Klasyfikacja etapu \| Klasyfikacja etapu \| Klasyfikacja etapu \| Klasyfikacja etapu \| Klasyfikacja etapu \| \| Kolarz \| Kolarz \| Państwo \| Drużyna \| Czas \| \| ------------------ \| ------------------ \| ------------------ \| ------------------------ \| ------------------ \| \| 1. \| Tao Geoghegan Hart \| Wielka Brytania \| Ineos Grenadiers \| 4h 32' 00" \| \| 2. \| Thomas Gloag \| Wielka Brytania \| Jumbo-Visma \| + 0" \| \| 3. \| Giulio Ciccone \| Włochy \| Trek-Segafredo \| + 0" \| \| 4. \| Aleksandr Własow \| brak \| Bora-Hansgrohe \| + 0" \| \| 5. \| Mikel Landa \| Hiszpania \| Bahrain Victorious \| + 0" \| \| 6. \| Pello Bilbao \| Hiszpania \| Bahrain Victorious \| + 0" \| \| 7. \| Rui Costa \| Portugalia \| Intermarché-Circus-Wanty \| + 0" \| \| 8. \| Carlos Rodríguez \| Hiszpania \| Ineos Grenadiers \| + 0" \| \| 9. \| Diego Ulissi \| Włochy \| UAE Team Emirates \| + 0" \| \| 10. \| Brandon McNulty \| Stany Zjednoczone \| UAE Team Emirates \| + 6" \| |                    |                   |                          |            |
| |                    |                   |                          |            |
| Źródło: ProCyclingStats |                    |                   |                          |            |
| Klasyfikacja etapu |                    |                   |                          |            |
| Kolarz | Kolarz             | Państwo           | Drużyna                  | Czas       |
| 1. | Tao Geoghegan Hart | Wielka Brytania   | Ineos Grenadiers         | 4h 32' 00" |
| 2. | Thomas Gloag       | Wielka Brytania   | Jumbo-Visma              | + 0"       |
| 3. | Giulio Ciccone     | Włochy            | Trek-Segafredo           | + 0"       |
| 4. | Aleksandr Własow   | brak              | Bora-Hansgrohe           | + 0"       |
| 5. | Mikel Landa        | Hiszpania         | Bahrain Victorious       | + 0"       |
| 6. | Pello Bilbao       | Hiszpania         | Bahrain Victorious       | + 0"       |
| 7. | Rui Costa          | Portugalia        | Intermarché-Circus-Wanty | + 0"       |
| 8. | Carlos Rodríguez   | Hiszpania         | Ineos Grenadiers         | + 0"       |
| 9. | Diego Ulissi       | Włochy            | UAE Team Emirates        | + 0"       |
| 10. | Brandon McNulty    | Stany Zjednoczone | UAE Team Emirates        | + 6"       |

| \| Klasyfikacja generalna \| Klasyfikacja generalna \| Klasyfikacja generalna \| Klasyfikacja generalna \| Klasyfikacja generalna \| \| Kolarz \| Kolarz \| Państwo \| Drużyna \| Czas \| \| ---------------------- \| ---------------------- \| ---------------------- \| ------------------------ \| ---------------------- \| \| 1. \| Giulio Ciccone \| Włochy \| Trek-Segafredo \| 17h 02' 46" \| \| 2. \| Tao Geoghegan Hart \| Wielka Brytania \| Ineos Grenadiers \| + 4" \| \| 3. \| Pello Bilbao \| Hiszpania \| Bahrain Victorious \| + 7" \| \| 4. \| Aleksandr Własow \| brak \| Bora-Hansgrohe \| + 8" \| \| 5. \| Thomas Gloag \| Wielka Brytania \| Jumbo-Visma \| + 8" \| \| 6. \| Rui Costa \| Portugalia \| Intermarché-Circus-Wanty \| + 14" \| \| 7. \| Mikel Landa \| Hiszpania \| Bahrain Victorious \| + 14" \| \| 8. \| Alex Aranburu \| Hiszpania \| Movistar Team \| + 20" \| \| 9. \| Anthon Charmig \| Dania \| Uno-X Pro Cycling Team \| + 20" \| \| 10. \| Carlos Rodríguez \| Hiszpania \| Ineos Grenadiers \| + 20" \| |                    |                 |                          |             |
| |                    |                 |                          |             |
| Źródło: ProCyclingStats |                    |                 |                          |             |
| Klasyfikacja generalna |                    |                 |                          |             |
| Kolarz | Kolarz             | Państwo         | Drużyna                  | Czas        |
| 1. | Giulio Ciccone     | Włochy          | Trek-Segafredo           | 17h 02' 46" |
| 2. | Tao Geoghegan Hart | Wielka Brytania | Ineos Grenadiers         | + 4"        |
| 3. | Pello Bilbao       | Hiszpania       | Bahrain Victorious       | + 7"        |
| 4. | Aleksandr Własow   | brak            | Bora-Hansgrohe           | + 8"        |
| 5. | Thomas Gloag       | Wielka Brytania | Jumbo-Visma              | + 8"        |
| 6. | Rui Costa          | Portugalia      | Intermarché-Circus-Wanty | + 14"       |
| 7. | Mikel Landa        | Hiszpania       | Bahrain Victorious       | + 14"       |
| 8. | Alex Aranburu      | Hiszpania       | Movistar Team            | + 20"       |
| 9. | Anthon Charmig     | Dania           | Uno-X Pro Cycling Team   | + 20"       |
| 10. | Carlos Rodríguez   | Hiszpania       | Ineos Grenadiers         | + 20"       |

### Etap 5
| Paterna - Walencja | górzysty | (93,2 km) |

| \| Klasyfikacja etapu \| Klasyfikacja etapu \| Klasyfikacja etapu \| Klasyfikacja etapu \| Klasyfikacja etapu \| \| Kolarz \| Kolarz \| Państwo \| Drużyna \| Czas \| \| ------------------ \| ------------------- \| ------------------ \| ------------------------ \| ------------------ \| \| 1. \| Rui Costa \| Portugalia \| Intermarché-Circus-Wanty \| 2h 07' 16" \| \| 2. \| Thymen Arensman \| Holandia \| Ineos Grenadiers \| + 0" \| \| 3. \| Samuele Battistella \| Włochy \| Astana Qazaqstan Team \| + 7" \| \| 4. \| Marc Soler \| Hiszpania \| UAE Team Emirates \| + 7" \| \| 5. \| Giulio Ciccone \| Włochy \| Trek-Segafredo \| + 21" \| \| 6. \| Pello Bilbao \| Hiszpania \| Bahrain Victorious \| + 21" \| \| 7. \| Brandon McNulty \| Stany Zjednoczone \| UAE Team Emirates \| + 21" \| \| 8. \| Fred Wright \| Wielka Brytania \| Bahrain Victorious \| + 30" \| \| 9. \| Matej Mohorič \| Słowenia \| Bahrain Victorious \| + 30" \| \| 10. \| Omar Fraile \| Hiszpania \| Ineos Grenadiers \| + 30" \| |                     |                   |                          |            |
| |                     |                   |                          |            |
| Źródło: ProCyclingStats |                     |                   |                          |            |
| Klasyfikacja etapu |                     |                   |                          |            |
| Kolarz | Kolarz              | Państwo           | Drużyna                  | Czas       |
| 1. | Rui Costa           | Portugalia        | Intermarché-Circus-Wanty | 2h 07' 16" |
| 2. | Thymen Arensman     | Holandia          | Ineos Grenadiers         | + 0"       |
| 3. | Samuele Battistella | Włochy            | Astana Qazaqstan Team    | + 7"       |
| 4. | Marc Soler          | Hiszpania         | UAE Team Emirates        | + 7"       |
| 5. | Giulio Ciccone      | Włochy            | Trek-Segafredo           | + 21"      |
| 6. | Pello Bilbao        | Hiszpania         | Bahrain Victorious       | + 21"      |
| 7. | Brandon McNulty     | Stany Zjednoczone | UAE Team Emirates        | + 21"      |
| 8. | Fred Wright         | Wielka Brytania   | Bahrain Victorious       | + 30"      |
| 9. | Matej Mohorič       | Słowenia          | Bahrain Victorious       | + 30"      |
| 10. | Omar Fraile         | Hiszpania         | Ineos Grenadiers         | + 30"      |

## Klasyfikacje

### Klasyfikacja generalna
| \| Klasyfikacja generalna \| Klasyfikacja generalna \| Klasyfikacja generalna \| Klasyfikacja generalna \| Klasyfikacja generalna \| \| Kolarz \| Kolarz \| Państwo \| Drużyna \| Czas \| \| ---------------------- \| ---------------------- \| ---------------------- \| ------------------------ \| ---------------------- \| \| 1. \| Rui Costa \| Portugalia \| Intermarché-Circus-Wanty \| 19h 10' 06" \| \| 2. \| Giulio Ciccone \| Włochy \| Trek-Segafredo \| + 16" \| \| 3. \| Tao Geoghegan Hart \| Wielka Brytania \| Ineos Grenadiers \| + 19" \| \| 4. \| Pello Bilbao \| Hiszpania \| Bahrain Victorious \| + 21" \| \| 5. \| Aleksandr Własow \| brak \| Bora-Hansgrohe \| + 25" \| \| 6. \| Thomas Gloag \| Wielka Brytania \| Jumbo-Visma \| + 34" \| \| 7. \| Mikel Landa \| Hiszpania \| Bahrain Victorious \| + 40" \| \| 8. \| Brandon McNulty \| Stany Zjednoczone \| UAE Team Emirates \| + 45" \| \| 9. \| Alex Aranburu \| Hiszpania \| Movistar Team \| + 46" \| \| 10. \| Carlos Rodríguez \| Hiszpania \| Ineos Grenadiers \| + 46" \| |                    |                   |                          |             |
| |                    |                   |                          |             |
| Źródło: ProCyclingStats |                    |                   |                          |             |
| Klasyfikacja generalna |                    |                   |                          |             |
| Kolarz | Kolarz             | Państwo           | Drużyna                  | Czas        |
| 1. | Rui Costa          | Portugalia        | Intermarché-Circus-Wanty | 19h 10' 06" |
| 2. | Giulio Ciccone     | Włochy            | Trek-Segafredo           | + 16"       |
| 3. | Tao Geoghegan Hart | Wielka Brytania   | Ineos Grenadiers         | + 19"       |
| 4. | Pello Bilbao       | Hiszpania         | Bahrain Victorious       | + 21"       |
| 5. | Aleksandr Własow   | brak              | Bora-Hansgrohe           | + 25"       |
| 6. | Thomas Gloag       | Wielka Brytania   | Jumbo-Visma              | + 34"       |
| 7. | Mikel Landa        | Hiszpania         | Bahrain Victorious       | + 40"       |
| 8. | Brandon McNulty    | Stany Zjednoczone | UAE Team Emirates        | + 45"       |
| 9. | Alex Aranburu      | Hiszpania         | Movistar Team            | + 46"       |
| 10. | Carlos Rodríguez   | Hiszpania         | Ineos Grenadiers         | + 46"       |

| Klasyfikacja punktowa | Klasyfikacja punktowa | Klasyfikacja punktowa | Klasyfikacja punktowa    | Klasyfikacja punktowa |
| Kolarz                | Kolarz                | Państwo               | Drużyna                  | Punkty                |
| --------------------- | --------------------- | --------------------- | ------------------------ | --------------------- |
| 1.                    | Giulio Ciccone        | Włochy                | Trek-Segafredo           | 60 pkt                |
| 2.                    | Rui Costa             | Portugalia            | Intermarché-Circus-Wanty | 54 pkt                |
| 3.                    | Pello Bilbao          | Hiszpania             | Bahrain Victorious       | 52 pkt                |
| 4.                    | Alex Aranburu         | Hiszpania             | Movistar Team            | 42 pkt                |
| 5.                    | Aleksandr Własow      | brak                  | Bora-Hansgrohe           | 34 pkt                |
| 6.                    | Thomas Gloag          | Wielka Brytania       | Jumbo-Visma              | 29 pkt                |
| 7.                    | Tao Geoghegan Hart    | Wielka Brytania       | Ineos Grenadiers         | 27 pkt                |
| 8.                    | Mikel Landa           | Hiszpania             | Bahrain Victorious       | 26 pkt                |
| 9.                    | Brandon McNulty       | Stany Zjednoczone     | UAE Team Emirates        | 26 pkt                |
| 10.                   | José Joaquín Rojas    | Hiszpania             | Movistar Team            | 26 pkt                |

| Klasyfikacja punktowa | Klasyfikacja punktowa | Klasyfikacja punktowa | Klasyfikacja punktowa    | Klasyfikacja punktowa |
| Kolarz                | Kolarz                | Państwo               | Drużyna                  | Punkty                |
| --------------------- | --------------------- | --------------------- | ------------------------ | --------------------- |
| 1.                    | Giulio Ciccone        | Włochy                | Trek-Segafredo           | 60 pkt                |
| 2.                    | Rui Costa             | Portugalia            | Intermarché-Circus-Wanty | 54 pkt                |
| 3.                    | Pello Bilbao          | Hiszpania             | Bahrain Victorious       | 52 pkt                |
| 4.                    | Alex Aranburu         | Hiszpania             | Movistar Team            | 42 pkt                |
| 5.                    | Aleksandr Własow      | brak                  | Bora-Hansgrohe           | 34 pkt                |
| 6.                    | Thomas Gloag          | Wielka Brytania       | Jumbo-Visma              | 29 pkt                |
| 7.                    | Tao Geoghegan Hart    | Wielka Brytania       | Ineos Grenadiers         | 27 pkt                |
| 8.                    | Mikel Landa           | Hiszpania             | Bahrain Victorious       | 26 pkt                |
| 9.                    | Brandon McNulty       | Stany Zjednoczone     | UAE Team Emirates        | 26 pkt                |
| 10.                   | José Joaquín Rojas    | Hiszpania             | Movistar Team            | 26 pkt                |

| Klasyfikacja górska | Klasyfikacja górska  | Klasyfikacja górska | Klasyfikacja górska                | Klasyfikacja górska |
| Kolarz              | Kolarz               | Państwo             | Drużyna                            | Punkty              |
| ------------------- | -------------------- | ------------------- | ---------------------------------- | ------------------- |
| 1.                  | Samuele Zoccarato    | Włochy              | Green Project-Bardiani CSF-Faizanè | 40 pkt              |
| 2.                  | Javier Romo          | Hiszpania           | Astana Qazaqstan Team              | 17 pkt              |
| 3.                  | Giulio Ciccone       | Włochy              | Trek-Segafredo                     | 16 pkt              |
| 4.                  | Mulu Hailemichael    | Etiopia             | Caja Rural-Seguros RGA             | 16 pkt              |
| 5.                  | Alessandro De Marchi | Włochy              | Team Jayco AlUla                   | 15 pkt              |
| 6.                  | Aleksandr Własow     | brak                | Bora-Hansgrohe                     | 14 pkt              |
| 7.                  | Tao Geoghegan Hart   | Wielka Brytania     | Ineos Grenadiers                   | 12 pkt              |
| 8.                  | Lawson Craddock      | Stany Zjednoczone   | Team Jayco AlUla                   | 11 pkt              |
| 9.                  | Joan Bou             | Hiszpania           | Euskaltel-Euskadi                  | 10 pkt              |
| 10.                 | Simone Velasco       | Włochy              | Astana Qazaqstan Team              | 10 pkt              |

| Klasyfikacja górska | Klasyfikacja górska  | Klasyfikacja górska | Klasyfikacja górska                | Klasyfikacja górska |
| Kolarz              | Kolarz               | Państwo             | Drużyna                            | Punkty              |
| ------------------- | -------------------- | ------------------- | ---------------------------------- | ------------------- |
| 1.                  | Samuele Zoccarato    | Włochy              | Green Project-Bardiani CSF-Faizanè | 40 pkt              |
| 2.                  | Javier Romo          | Hiszpania           | Astana Qazaqstan Team              | 17 pkt              |
| 3.                  | Giulio Ciccone       | Włochy              | Trek-Segafredo                     | 16 pkt              |
| 4.                  | Mulu Hailemichael    | Etiopia             | Caja Rural-Seguros RGA             | 16 pkt              |
| 5.                  | Alessandro De Marchi | Włochy              | Team Jayco AlUla                   | 15 pkt              |
| 6.                  | Aleksandr Własow     | brak                | Bora-Hansgrohe                     | 14 pkt              |
| 7.                  | Tao Geoghegan Hart   | Wielka Brytania     | Ineos Grenadiers                   | 12 pkt              |
| 8.                  | Lawson Craddock      | Stany Zjednoczone   | Team Jayco AlUla                   | 11 pkt              |
| 9.                  | Joan Bou             | Hiszpania           | Euskaltel-Euskadi                  | 10 pkt              |
| 10.                 | Simone Velasco       | Włochy              | Astana Qazaqstan Team              | 10 pkt              |

| Klasyfikacja młodzieżowa | Klasyfikacja młodzieżowa | Klasyfikacja młodzieżowa | Klasyfikacja młodzieżowa           | Klasyfikacja młodzieżowa |
| Kolarz                   | Kolarz                   | Państwo                  | Drużyna                            | Czas                     |
| ------------------------ | ------------------------ | ------------------------ | ---------------------------------- | ------------------------ |
| 1.                       | Thomas Gloag             | Wielka Brytania          | Jumbo-Visma                        | 19h 10' 40"              |
| 2.                       | Brandon McNulty          | Stany Zjednoczone        | UAE Team Emirates                  | + 11"                    |
| 3.                       | Carlos Rodríguez         | Hiszpania                | Ineos Grenadiers                   | + 12"                    |
| 4.                       | Anthon Charmig           | Dania                    | Uno-X Pro Cycling Team             | + 1' 54"                 |
| 5.                       | Thymen Arensman          | Holandia                 | Ineos Grenadiers                   | + 6' 25"                 |
| 6.                       | Filippo Conca            | Włochy                   | Q36.5 Pro Cycling Team             | + 7' 44"                 |
| 7.                       | Samuele Battistella      | Włochy                   | Astana Qazaqstan Team              | + 14' 20"                |
| 8.                       | Alex Tolio               | Włochy                   | Green Project-Bardiani CSF-Faizanè | + 15' 45"                |
| 9.                       | Pelayo Sánchez           | Hiszpania                | Burgos-BH                          | + 22' 18"                |
| 10.                      | Jon Barrenetxea          | Hiszpania                | Caja Rural-Seguros RGA             | + 27' 11"                |

| Klasyfikacja młodzieżowa | Klasyfikacja młodzieżowa | Klasyfikacja młodzieżowa | Klasyfikacja młodzieżowa           | Klasyfikacja młodzieżowa |
| Kolarz                   | Kolarz                   | Państwo                  | Drużyna                            | Czas                     |
| ------------------------ | ------------------------ | ------------------------ | ---------------------------------- | ------------------------ |
| 1.                       | Thomas Gloag             | Wielka Brytania          | Jumbo-Visma                        | 19h 10' 40"              |
| 2.                       | Brandon McNulty          | Stany Zjednoczone        | UAE Team Emirates                  | + 11"                    |
| 3.                       | Carlos Rodríguez         | Hiszpania                | Ineos Grenadiers                   | + 12"                    |
| 4.                       | Anthon Charmig           | Dania                    | Uno-X Pro Cycling Team             | + 1' 54"                 |
| 5.                       | Thymen Arensman          | Holandia                 | Ineos Grenadiers                   | + 6' 25"                 |
| 6.                       | Filippo Conca            | Włochy                   | Q36.5 Pro Cycling Team             | + 7' 44"                 |
| 7.                       | Samuele Battistella      | Włochy                   | Astana Qazaqstan Team              | + 14' 20"                |
| 8.                       | Alex Tolio               | Włochy                   | Green Project-Bardiani CSF-Faizanè | + 15' 45"                |
| 9.                       | Pelayo Sánchez           | Hiszpania                | Burgos-BH                          | + 22' 18"                |
| 10.                      | Jon Barrenetxea          | Hiszpania                | Caja Rural-Seguros RGA             | + 27' 11"                |

| Klasyfikacja drużynowa | Klasyfikacja drużynowa   | Klasyfikacja drużynowa       | Klasyfikacja drużynowa |
| Drużyna                | Drużyna                  | Państwo                      | Czas                   |
| ---------------------- | ------------------------ | ---------------------------- | ---------------------- |
| 1.                     | UAE Team Emirates        | Zjednoczone Emiraty Arabskie | 57h 32' 55"            |
| 2.                     | Ineos Grenadiers         | Wielka Brytania              | + 17"                  |
| 3.                     | Bahrain Victorious       | Bahrajn                      | + 1' 47"               |
| 4.                     | Bora-Hansgrohe           | Niemcy                       | + 5' 01"               |
| 5.                     | Trek-Segafredo           | Stany Zjednoczone            | + 5' 38"               |
| 6.                     | Jumbo-Visma              | Holandia                     | + 7' 50"               |
| 7.                     | Euskaltel-Euskadi        | Hiszpania                    | + 9' 40"               |
| 8.                     | Movistar Team            | Hiszpania                    | + 9' 43"               |
| 9.                     | Astana Qazaqstan Team    | Kazachstan                   | + 11' 01"              |
| 10.                    | Intermarché-Circus-Wanty | Belgia                       | + 11' 03"              |

| Klasyfikacja drużynowa | Klasyfikacja drużynowa   | Klasyfikacja drużynowa       | Klasyfikacja drużynowa |
| Drużyna                | Drużyna                  | Państwo                      | Czas                   |
| ---------------------- | ------------------------ | ---------------------------- | ---------------------- |
| 1.                     | UAE Team Emirates        | Zjednoczone Emiraty Arabskie | 57h 32' 55"            |
| 2.                     | Ineos Grenadiers         | Wielka Brytania              | + 17"                  |
| 3.                     | Bahrain Victorious       | Bahrajn                      | + 1' 47"               |
| 4.                     | Bora-Hansgrohe           | Niemcy                       | + 5' 01"               |
| 5.                     | Trek-Segafredo           | Stany Zjednoczone            | + 5' 38"               |
| 6.                     | Jumbo-Visma              | Holandia                     | + 7' 50"               |
| 7.                     | Euskaltel-Euskadi        | Hiszpania                    | + 9' 40"               |
| 8.                     | Movistar Team            | Hiszpania                    | + 9' 43"               |
| 9.                     | Astana Qazaqstan Team    | Kazachstan                   | + 11' 01"              |
| 10.                    | Intermarché-Circus-Wanty | Belgia                       | + 11' 03"              |

### Liderzy klasyfikacji
| Etap   |          | Pierwsze miejsce _ | Klasyfikacja generalna | Punktowa       | Górska            | Młodzieżowa    | Drużynowa         |
| ------ | -------- | ------------------ | ---------------------- | -------------- | ----------------- | -------------- | ----------------- |
| 1      | górzysty | Biniam Girmay      | Biniam Girmay          | Biniam Girmay  | Marc Soler        | Biniam Girmay  | Movistar Team     |
| 2      | górski   | Giulio Ciccone     | Giulio Ciccone         | Giulio Ciccone | Samuele Zoccarato | Anthon Charmig | UAE Team Emirates |
| 3      | górzysty | Simone Velasco     | Giulio Ciccone         | Alex Aranburu  | Samuele Zoccarato | Anthon Charmig | UAE Team Emirates |
| 4      | górski   | Tao Geoghegan Hart | Giulio Ciccone         | Giulio Ciccone | Samuele Zoccarato | Thomas Gloag   | UAE Team Emirates |
| 5      | górzysty | Rui Costa          | Rui Costa              | Giulio Ciccone | Samuele Zoccarato | Thomas Gloag   | UAE Team Emirates |
| Koniec | Koniec   |                    | Rui Costa              | Giulio Ciccone | Samuele Zoccarato | Thomas Gloag   | UAE Team Emirates |